# Palau de la Bèrbia

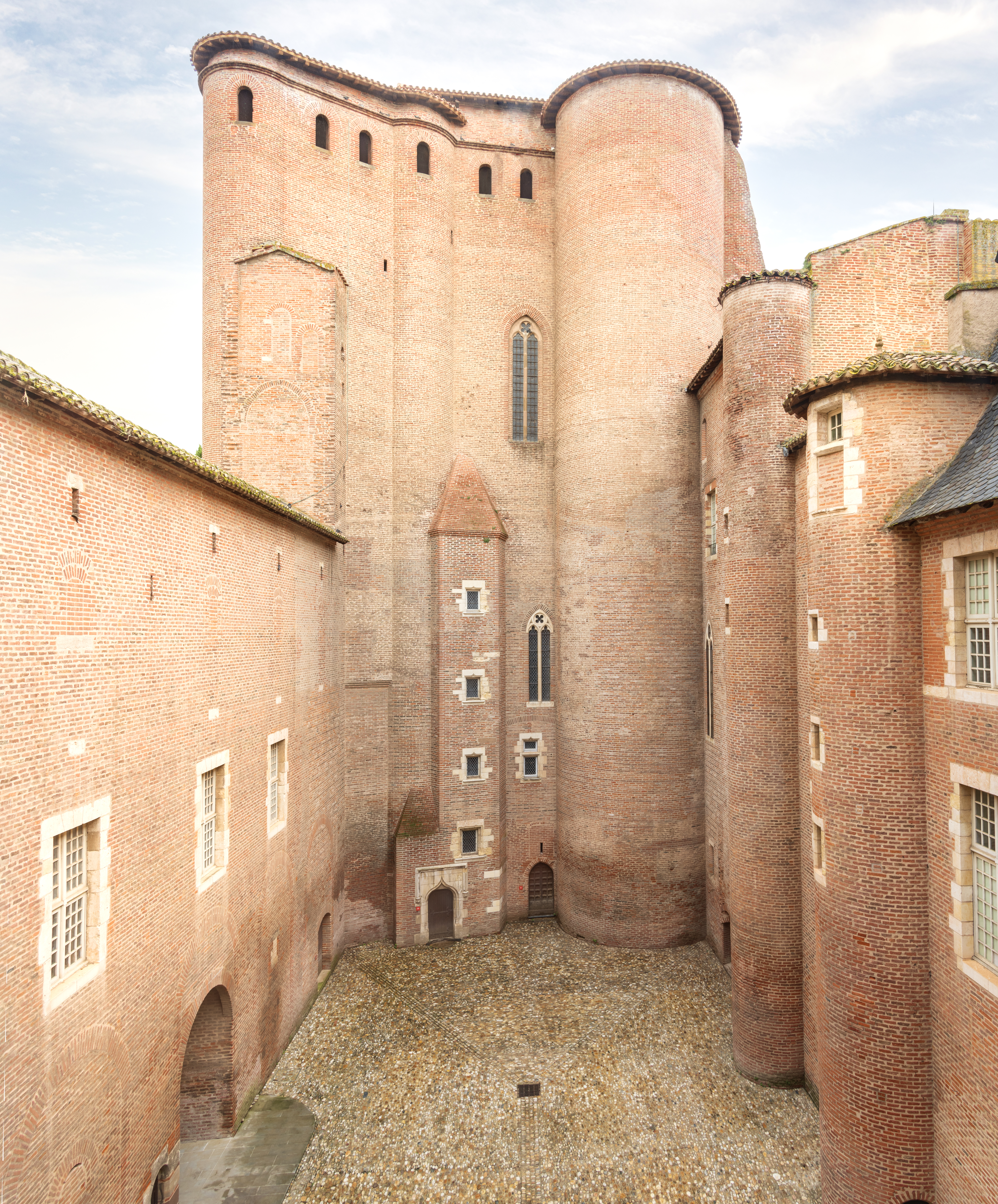
Torrassa del palau

El palau de la Berbie d'Albi, que acull el Museu de Toulouse Lautrec, és un dels castells més vells de França i un dels més ben conservats. El seu nom prové de l'occità Bisbiá, lloc on viu el bisbe.

Aquesta imponent fortalesa va ser acabada a la fi del segle xiii. És la seu episcopal dels bisbes d'Albi.

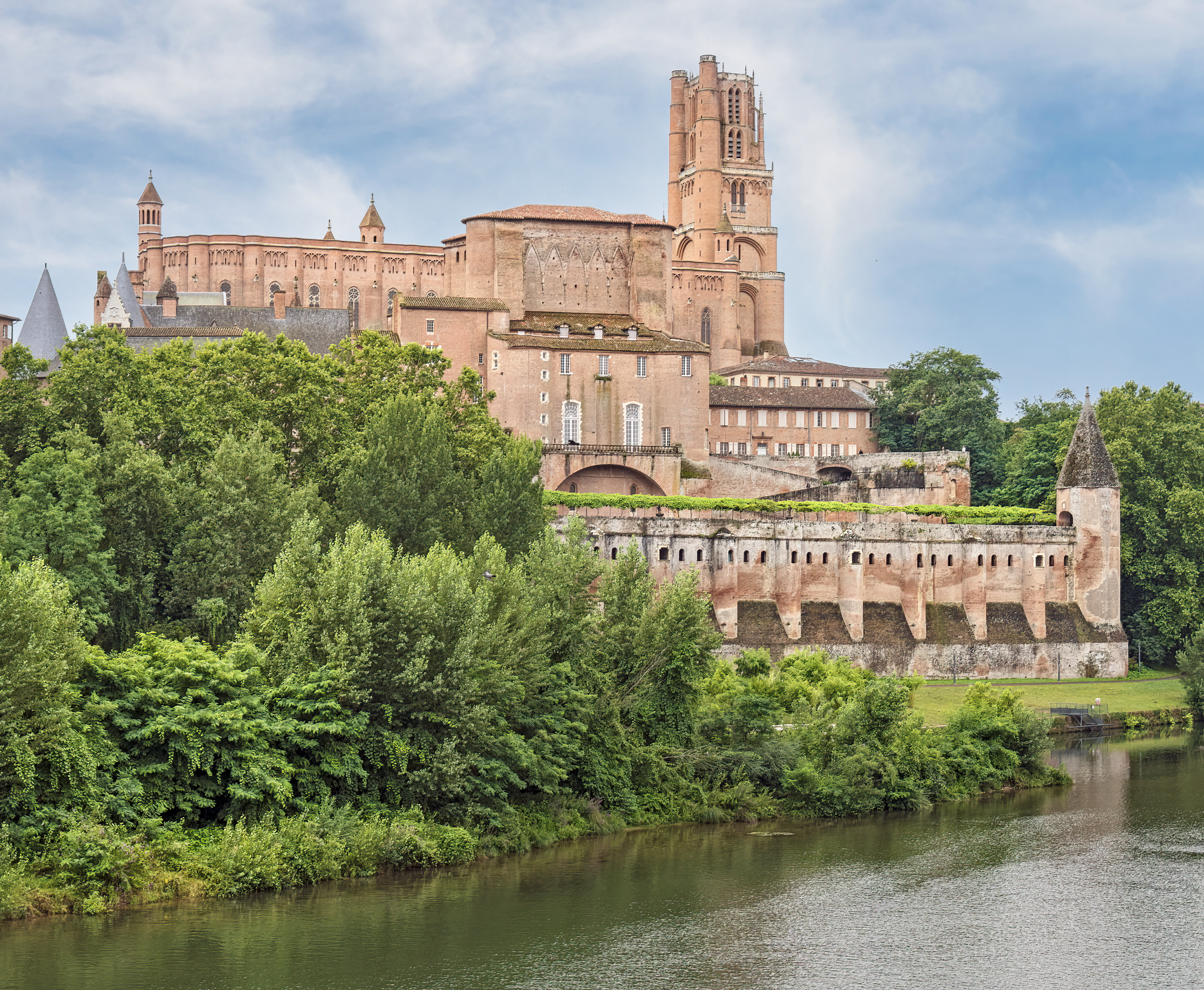
Palau de la Berbie darrere la catedral d'Albi

Presenta una arquitectura excepcional :
- una enorme torrassa de cinquanta metres d'alçària, flanquejada als quatre angles de voltes, tres de les quals plenes,
- murs de 7 metres de gruix a la base,
- muralles.

Amb el pas dels segles, els bisbes han transformat aquesta fortalesa en una residència confortable. Han condicionat grans salons, terrasses i jardins a la francesa que emmascara l'aspecte massiu del bisbat i han creat una ala renaixentista.
Sota el regnat de Lluís XIV, el 1678, els jardins són arranjats pel primer arquebisbe d'Albi, Hyacinthe Serroni, seguint el model de jardins francès.
Aquests jardins ocupen el lloc de l'antiga guarnició dels bisbes i contribueixen a embellir l'indret. Dominats per l'antic camí de ronda, ofereixen avui una vista panoràmica sobre les ribes del Tarn.